# Sappör

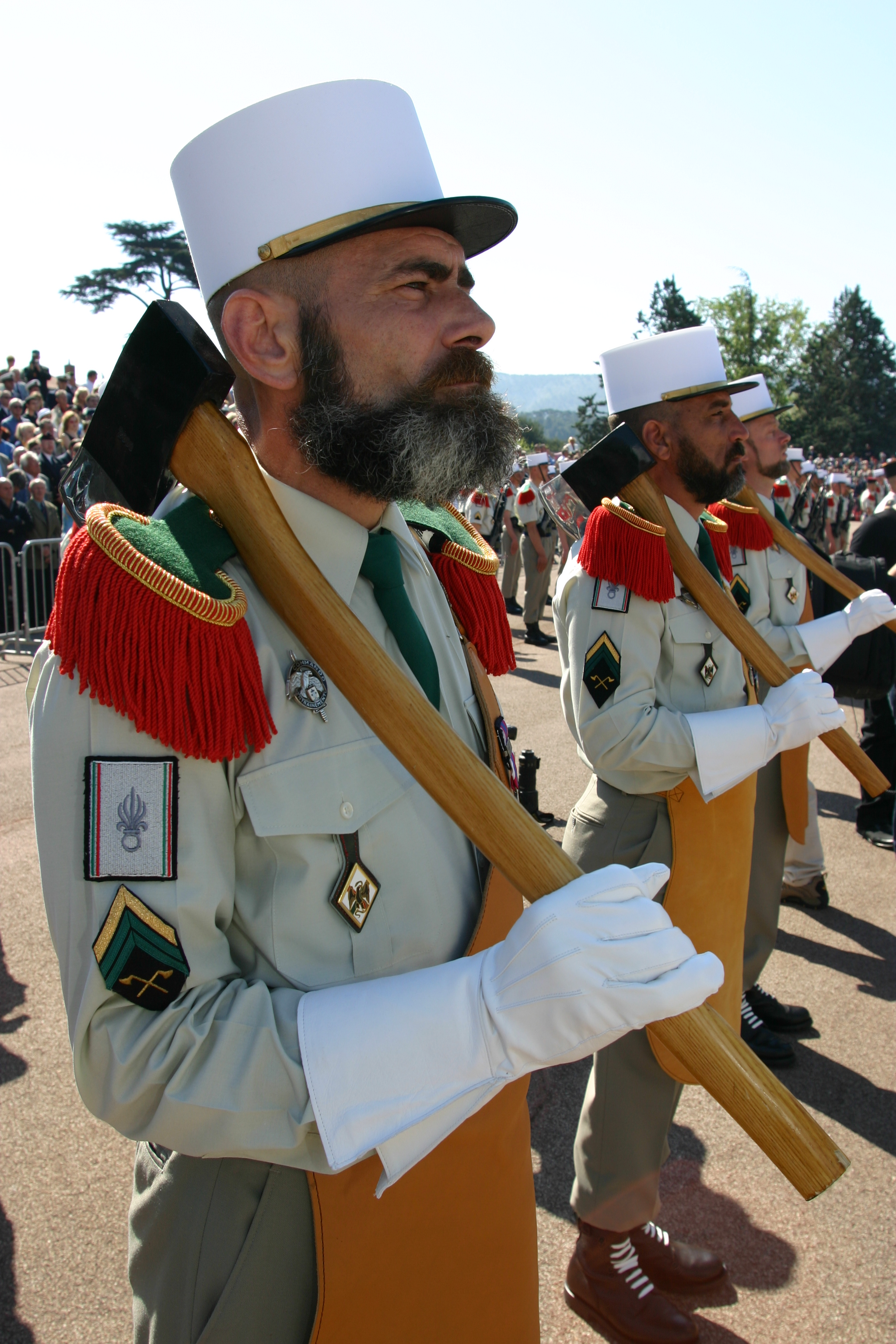
Franska främlingslegionens "sapeurs" i ceremoniell uniform med traditionellt stora skägg, läderförkläden, handskar och yxor.

En sappör är en soldat som utför lättare befästningsarbeten, ofta i samband med belägringar av fästningar. De utför även demolering av fientliga konstruktioner. Sappörerna tillhörde tidigare artilleriet, sedan 1800-talet ingenjörtrupperna och deras föregångare.